# Millettia austroyunnanensis
Millettia austroyunnanensis là một loài thực vật có hoa trong họ Đậu. Loài này được Y.Y. Qian miêu tả khoa học đầu tiên năm 1997.